# Latch (aplicación)
TU Latch (anteriormente conocido como Latch) es una solución de ciberseguridad desarrollada por Telefónica Innovación Digital, orientada al control dinámico de accesos digitales. Su tecnología permite a usuarios y organizaciones gestionar autorizaciones en tiempo real para cuentas, servicios o sistemas, reforzando la protección ante accesos no deseados o ataques informáticos.

## Historia
El servicio fue lanzado en 2014 como parte de los proyectos de innovación de Telefónica, impulsado inicialmente por la unidad de ciberseguridad ElevenPaths bajo la dirección de Chema Alonso. En sus primeras versiones, Latch se dirigía a desarrolladores y administradores mediante el uso de APIs y SDKs para integrar un sistema de pestillo digital en aplicaciones web.
Posteriormente, la solución se integró dentro del ecosistema TU, la plataforma digital de servicios de Telefónica, y se reorientó a un público más amplio, incluyendo empresas y usuarios finales.

## Funcionalidades
- Latch para empresas: permite a las organizaciones integrar controles de acceso en sus sistemas internos, bloqueando o autorizando operaciones críticas, accesos de usuarios o conexiones remotas.[5]
- Latch para usuarios: disponible como aplicación móvil en iOS y Android, permite al usuario gestionar el acceso a múltiples servicios digitales desde una interfaz centralizada.
- Copiloto de navegación segura: extensión adicional que advierte sobre sitios potencialmente maliciosos durante la navegación web, con el objetivo de prevenir fraudes, rastreos o suplantación de identidad.

## Integraciones
TU Latch cuenta con integraciones destacadas en plataformas como:
- WordPress: mediante el "modo paranoico", que requiere autorización manual del usuario ante cada intento de acceso.[6]
- Moodle: en entornos educativos, añade una capa adicional de seguridad al exigir confirmación del usuario en cada sesión.
- Web3: su arquitectura permite reforzar el control de acceso en entornos descentralizados, como wallets, identidades digitales y contratos inteligentes.[7]

## Recepción y casos de uso
TU Latch ha sido reseñado en medios tecnológicos que destacan su utilidad para reforzar la seguridad digital tanto en usuarios individuales como en entornos corporativos. También ha sido aplicado en proyectos internos de Telefónica y en soluciones contra ransomware y accesos no autorizados.